# China (album Vangelisa)
China – album studyjny Vangelisa wydany w 1979 r. Płyta była zainspirowana kulturą i historią Chin oraz filozofią taoizmu.

## Lista utworów
| 1. | „Chung Kuo”        | 5:31  |
|    |                    |       |
| 2. | „The Long March”   | 2:01  |
|    |                    |       |
| 3. | „The Dragon”       | 4:13  |
|    |                    |       |
| 4. | „The Plum Blossom” | 2:36  |
|    |                    |       |
| 5. | „The Tao of Love”  | 2:44  |
|    |                    |       |
| 6. | „The Little Fete”  | 3:01  |
|    |                    |       |
| 7. | „Yin and Yang”     | 5:48  |
|    |                    |       |
| 8. | „Himalaya”         | 10:53 |
|    |                    |       |
| 9. | „Summit”           | 4:30  |
|    |                    |       |
|    |                    | 41:17 |
|    |                    |       |
- skomponował, zagrał na wszystkich instrumentach i wyprodukował – Vangelis
- solo na skrzypcach w utworze 4. – Michel Ripoche
- recytacje w utworze 6. – Yeung Hak-Fun i Koon Fook Man